# بنیاد ملی بونسای

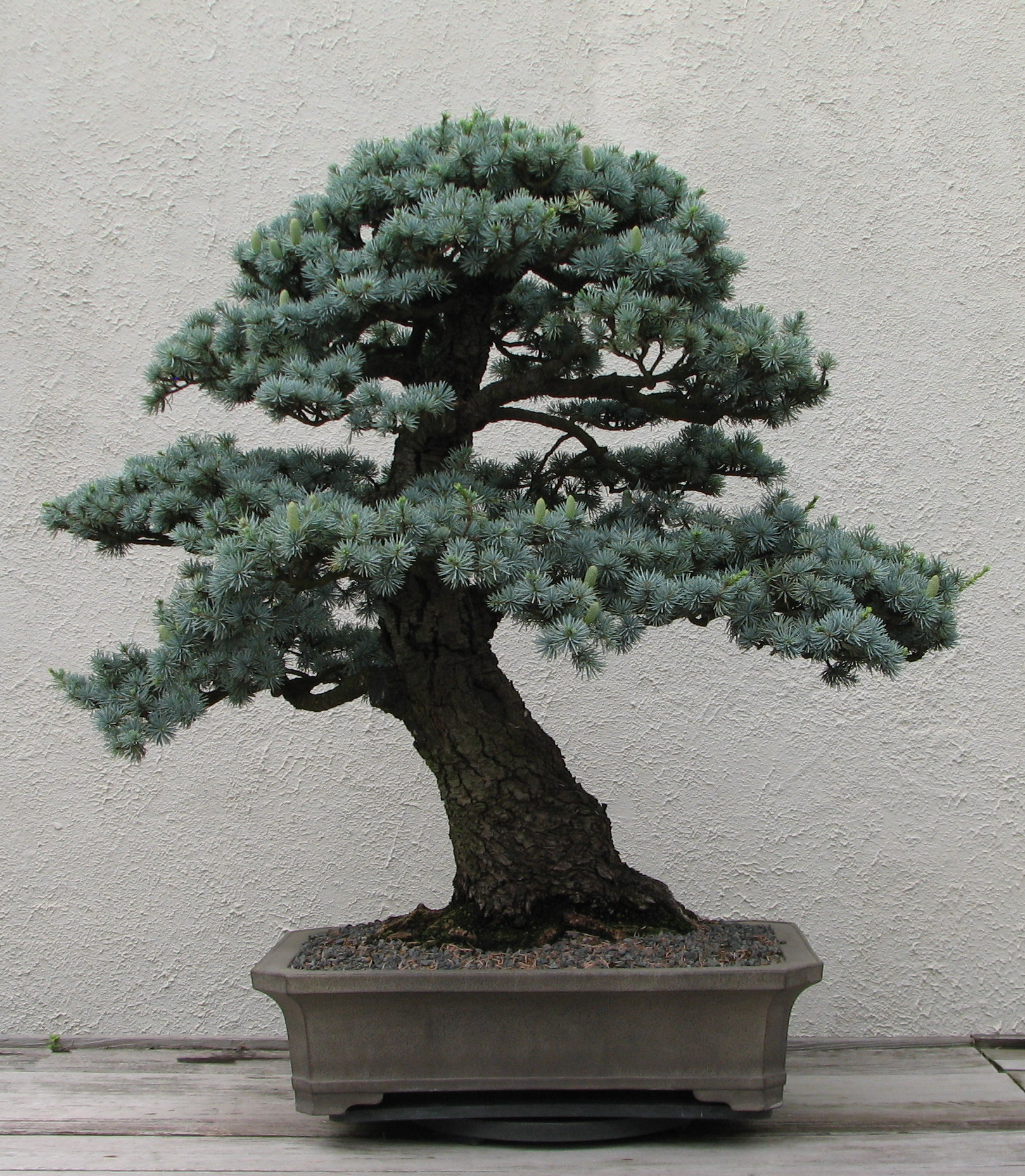
یک بونسای سدر اطلسی که در موزه ملی بونسای و پنجینگ، درختکاری ملی ایالات‌متحده به نمایش گذاشته شده است. اهدا شده توسط جان وای ناکا (John Y. Naka).

بنیاد ملی بونسای (به انگلیسی: National Bonsai Foundation), (NBF) یک سازمان غیرانتفاعی است که برای حفظ موزه ملی بونسای و پنجینگ ایجاد شده است. ان‌بی‌اف همچنین به درختکاری ملی ایالات‌متحده (United States National Arboretum) کمک می‌کند تا هنرهای بونسای و پنجینگ را برای عموم به‌نمایش بگذارد. موزه ملی بونسای و پنجینگ (Penjing) در محوطه ۴۴۶ هکتاری محوطه درختکاری ملی ایالات‌متحده در شمال‌شرقی واشینگتن دی‌سی واقع شده است. هر سال بیش از ۲۰۰۰۰۰ نفر از این موزه بازدید می‌کنند. مهمانان برجسته ملی و بین‌المللی بخش‌های مختلف فدرال نیز در میان بازدیدکنندگان هستند.

## بیانیه مأموریت
«بنیاد ملی بونسای یک سازمان غیرانتفاعی بخش سازمان ۵۰۱ (سی)(۳) است که در سال ۱۹۸۲ برای حفظ موزه ملی بونسای و پنجینگ تأسیس شد. با ارائه حمایت مالی و مشاوره به موزه با درختکاری ملی ایالات‌متحده همکاری می‌کند. این همکاری خصوصی/عمومی بین بنیاد و درختکاری موزه را قادر می‌سازد تا هنر بونسای و پنجینگ را از طریق نمایش‌های شاهکار و برنامه‌های آموزشی به بازدیدکنندگان ارتقا دهد و در عین حال دوستی و تفاهم بین فرهنگی را تقویت کند.»

## تاریخچه

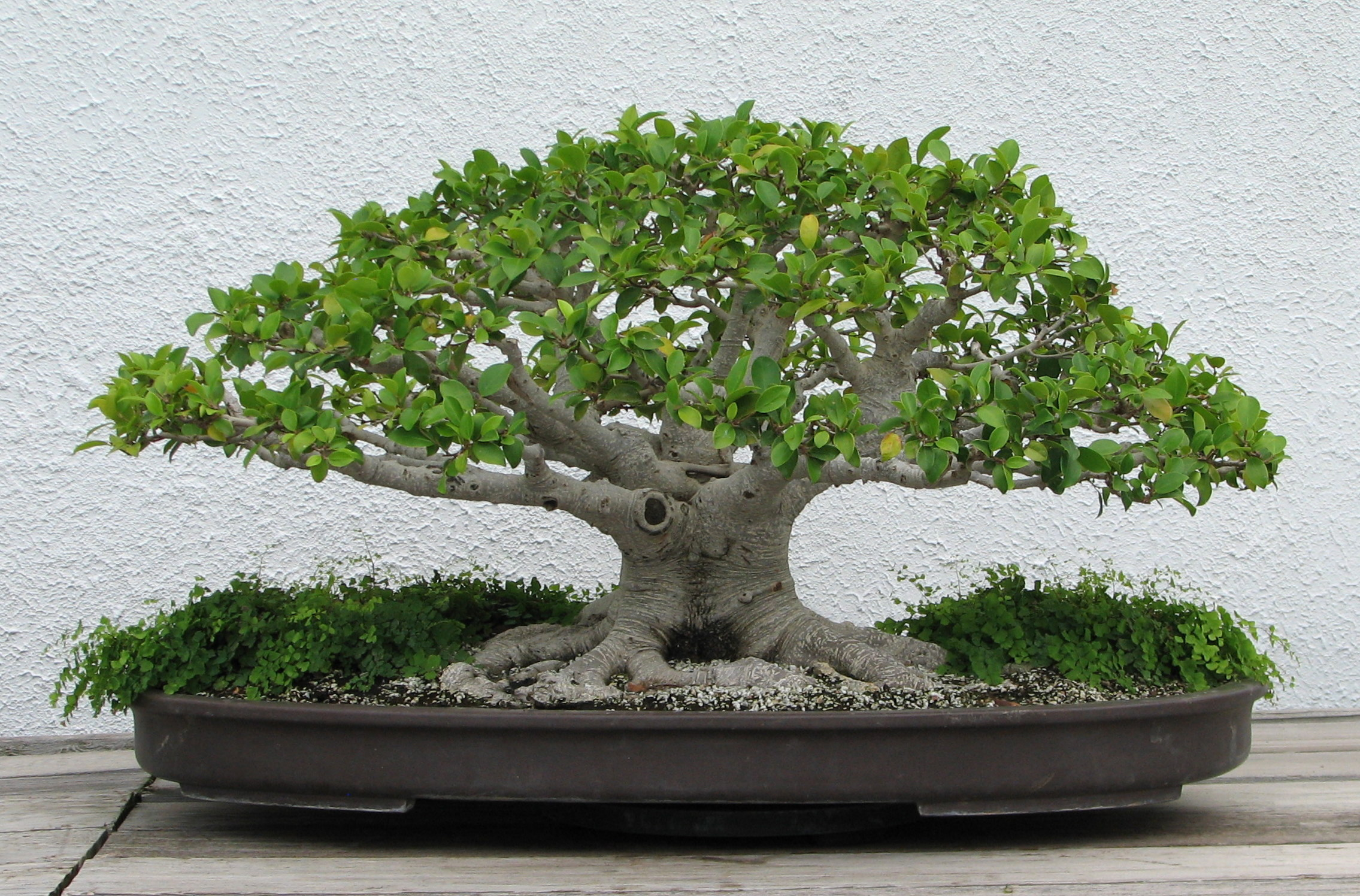
یک بونسای بانیان چینی (انجیر پرده‌ای، رتوزا) که در موزه ملی بونسای و پنجینگ، درختستان ملی ایالات‌متحده به‌نمایش گذاشته شده است. در حال آموزش از سال ۱۹۷۱. اهدا شده توسط مایک یوئنو (Mike Uyeno).

در سال ۱۹۷۶، کشور ژاپن برای دویستمین سالگرد ایالات‌متحده، ۵۳ درخت بونسای را به آمریکا هدیه داد. این درختان توسط انجمن بونسای نیپون و با کمک مالی بنیاد ژاپن انتخاب شدند. درختان به انجمن بونسای پوتوماک رسیدند و داوطلبان با کارکنان درختکاری ملی ایالات‌متحده کار کردند تا درختان را در شرایط نمایشی نگه دارند. در سال ۱۹۷۹، جانت لانمن با دکتر جان کریچ، مدیر درختکاری ملی، در مورد امکان افزودن بونسای آمریکایی به موزه صحبت کرد. دکتر کریچ این ایده را به معلم معروف بونسای ماریون گیلنسوان پیشنهاد کرد. یک نهاد مستقل از مقامات بونسای برای بررسی مجموعه‌های خصوصی بونسای، احتمالاً به‌عنوان بخشی از یک مجموعه ملی، تعیین شد. این مقامات بونسای کمیته ملی بونسای نامیده می‌شدند. در سال ۱۹۸۲، کمیته ملی بونسای به بنیاد ملی بونسای (NBF) تغییر یافت. ان‌بی‌اف افرادی را از سراسر کشور به‌عنوان مدیر استخدام کرد، با اعضای اولین هیئت مدیره فردریک بالارد، ملبا تاکر، لری رگل، ماریبل بالندونک و اچ ویلیام مریت. ماریان اورلاندو به‌عنوان مدیر اجرایی و جمع‌آوری کمک‌های مالی اصلی برای ان‌بی‌اف خدمت کرد. ماریون گیلنسوان به‌عنوان اولین رئیس ان‌بی‌اف منصوب شد (فردریک بالارد از سال ۱۹۹۰ تا ۱۹۹۶ دومین نفر و فلیکس بی لافلین از سال ۱۹۹۶ تاکنون سومین نفر خواهند بود).
در سال ۱۹۸۶، در ده سالگی هدیه ژاپن، بنیاد ملی بونسای اعلام کرد که غرفه بونسای آمریکا را تکمیل خواهد کرد تا مجموعه‌ای از بونسای‌های آمریکای‌شمالی را به‌نمایش بگذارد. این امر در ۱ اکتبر ۱۹۹۰ زمانی که غرفه بونسای آمریکایی به دو استاد بونسای آمریکایی تقدیم شد به واقعیت تبدیل شد. مرکز آموزشی یوجی یوشیمورا (Yuji Yoshimura) یک فضای کار و یک کلاس درس است. غرفه آمریکای شمالی جان ناکا (John Naka) فضای نمایشی برای مجموعه بونسای آمریکای‌شمالی را فراهم می‌کند.
با کمک‌های مالی جامعه بونسای، موزه ملی بونسای و پنجینگ در اوایل دهه ۱۹۹۰ رشد زیادی کرد. کنسرواتوار گرمسیری کانشیرو (به نام «پاپا» کانشیرو، پدر بونسای هاوایی) در سال ۱۹۹۳ برای درختان ظریف اضافه شد. یک گلخانه پشت صحنه نیز برای درختان در حال توسعه اضافه شد. گالری نمایشگاه ماری ئی مورس (Mary E. Mrose) در سال ۱۹۹۶ تکمیل شد و درگاه ان‌بی‌اف سه سال بعد راه‌اندازی شد.
بیداری روح: مجموعه سنگهای مشاهده ملی (۲۰۰۰) اولین کتاب منتشر شده توسط بنیاد ملی بونسای شد. سال بعد ان‌بی‌اف از اولین مسابقه گلدان بونسای آمریکای‌شمالی برای هنرمندان سرامیک حمایت کرد، حماسه بونسای: چگونه مجموعه دویست ساله به آمریکا آمد را منتشر کرد، توسط مدیر سابق درختکاری ملی ایالات‌متحده، دکتر جان کریچ، و ترجمه‌ای به انگلیسی از جنگل، صخره‌کاری و بونسای صنوبر ایزو (Rock Planting & Ezo Spruce Bonsai) توسط استاد ژاپنی بونسای سابورو کاتو را منتشر کرد.
با بودجه قابل توجه ان‌بی‌اف، در سال ۲۰۰۳ حیاط فوقانی ماریا وانزانت و دروازه ورودی اچ ویلیام مریت به باغ قدم‌زدن ژاپنی خانواده کاتو (Kato) اختصاص داده شد. ان‌بی‌اف همچنین در آن سال به یک سازمان عضویت تبدیل شد که توسط حقوق سالانه و همچنین با کمک‌های مالی پشتیبانی می‌شود. سپس تعدادی از انجمن‌های بونسای، گروه‌های مرتبط و افراد به عضویت آن درآمدند. ان‌بی‌اف، همراه با درختکاری ملی ایالات‌متحده و انجمن بونسای پوتوماک، میزبان پنجمین کنوانسیون جهانی بونسای فدراسیون جهانی دوستی بونسای در واشینگتن دی‌سی در اواخر ماه مه ۲۰۰۵ بود. همچنین در آن سال، کتاب طرح جان ناکا و مجموعه مقالات سمپوزیوم بین‌المللی بونسای و در مورد سنگ‌های نما (که در برگزار شد ۲۰۰۲) هر دو توسط ان‌بی‌اف منتشر شدند. تکمیل باغ خانواده رز و سنگفرش حیاط پایین با بودجه ان‌بی‌اف انجام شد.
در سال ۲۰۱۱، کمپین برای غرفه ژاپنی: یک هدیه تجدید شده برای جمع‌آوری بودجه برای بازسازی و بهبود غرفه‌ای که در طول سال‌ها در اثر قرار گرفتن در معرض عناصر آسیب دیده بود، تأسیس شد. در طول سال‌ها، منابع مالی نیز در مواردی برای خرید گلدان‌های منتخب از ژاپن برای برخی از درختان این مجموعه و مجلات جدید و کتاب‌های مرجع تاریخی از ژاپن برای کتابخانه موزه استفاده شده است.

## مجموعه‌ها و نمایشگاه‌ها

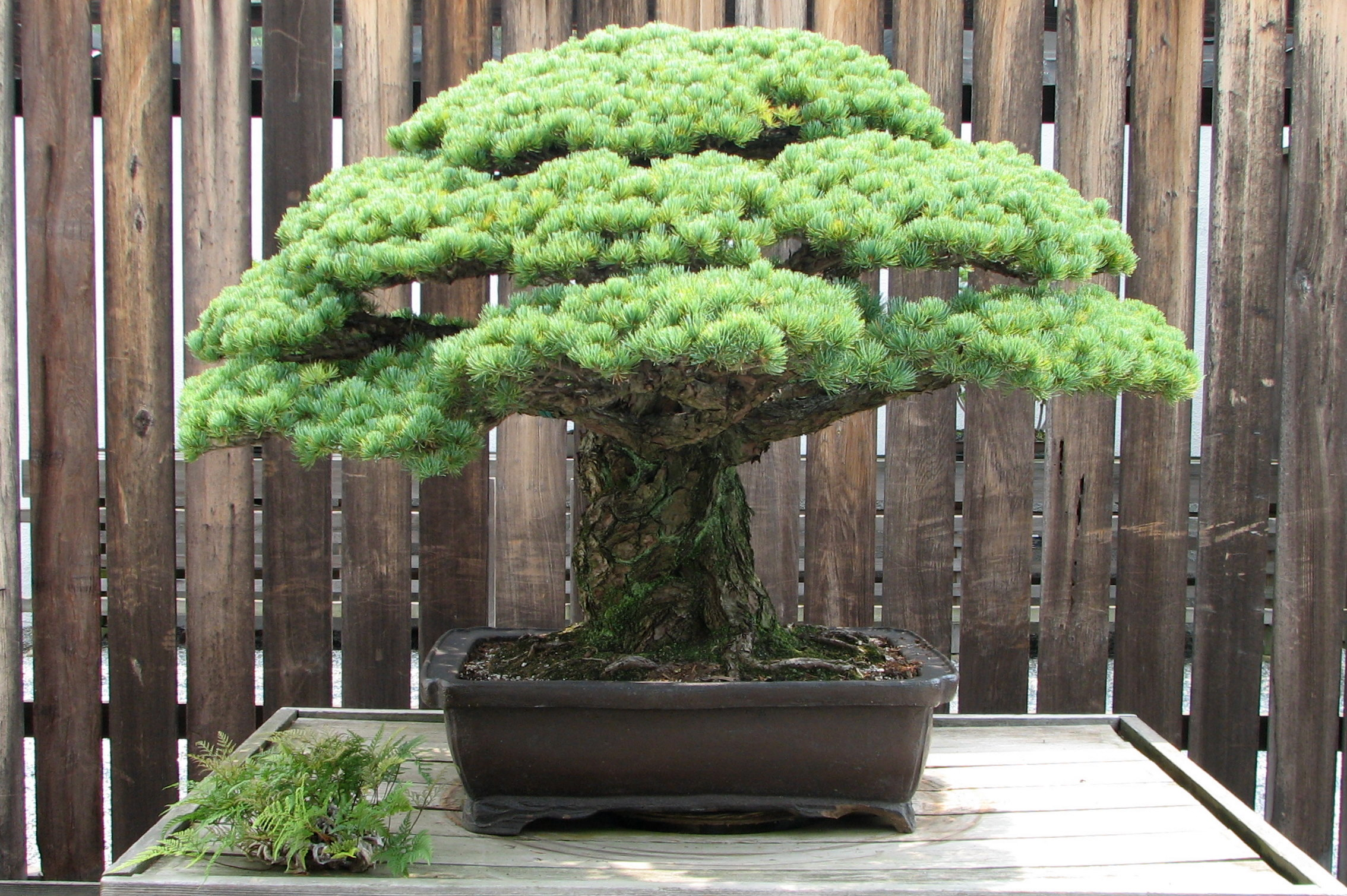
یک بونسای کاج گل‌ریز ژاپنی میایجیما (Miyajima). از سال ۱۶۲۵ در حال آموزش بوده و از انفجار اتمی در هیروشیما جان سالم به در برده است.

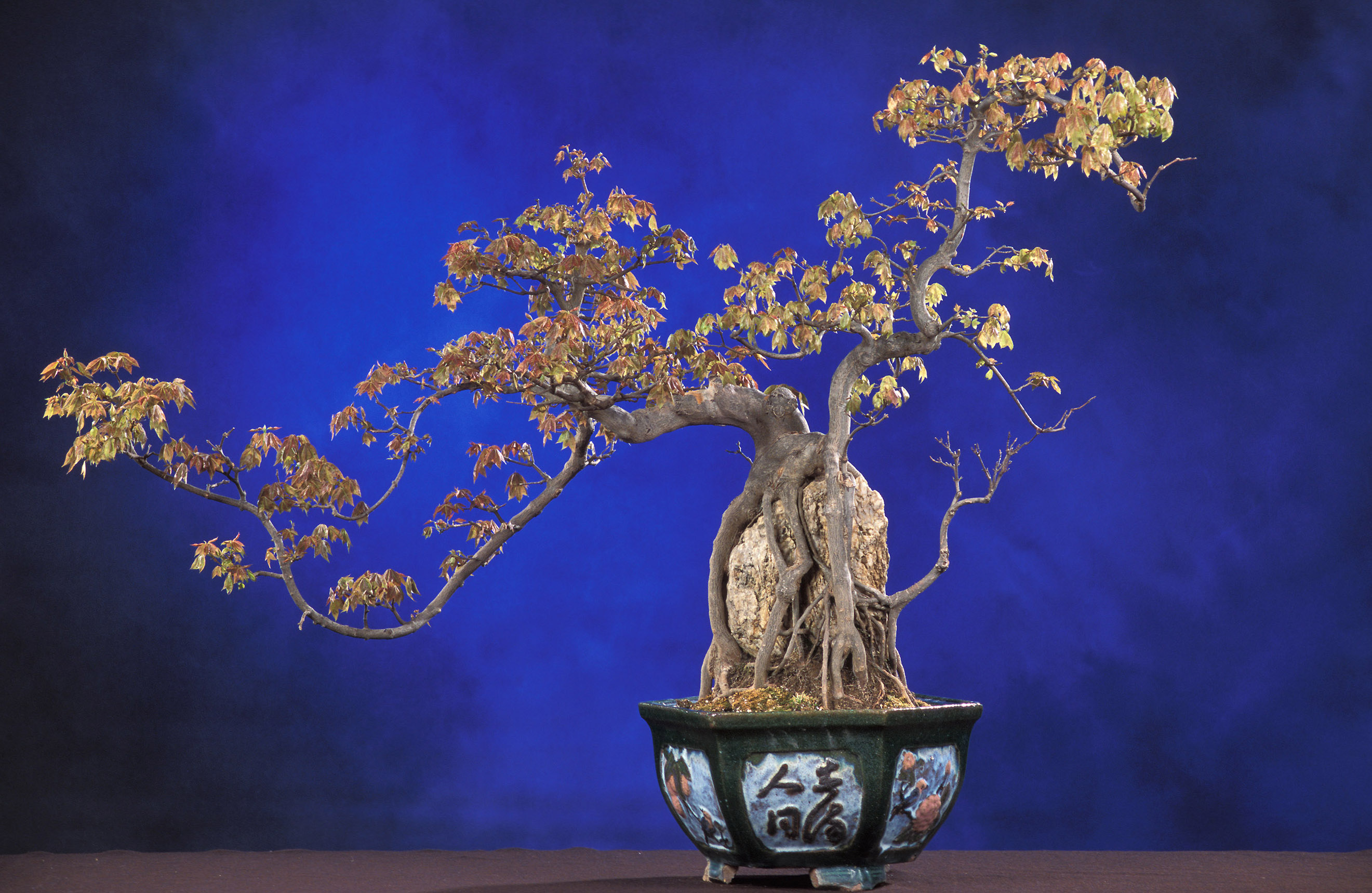
این افرای سه‌دندانه شاخ و برگ و ساقه‌هایش به شکل اژدها بریده شده است.

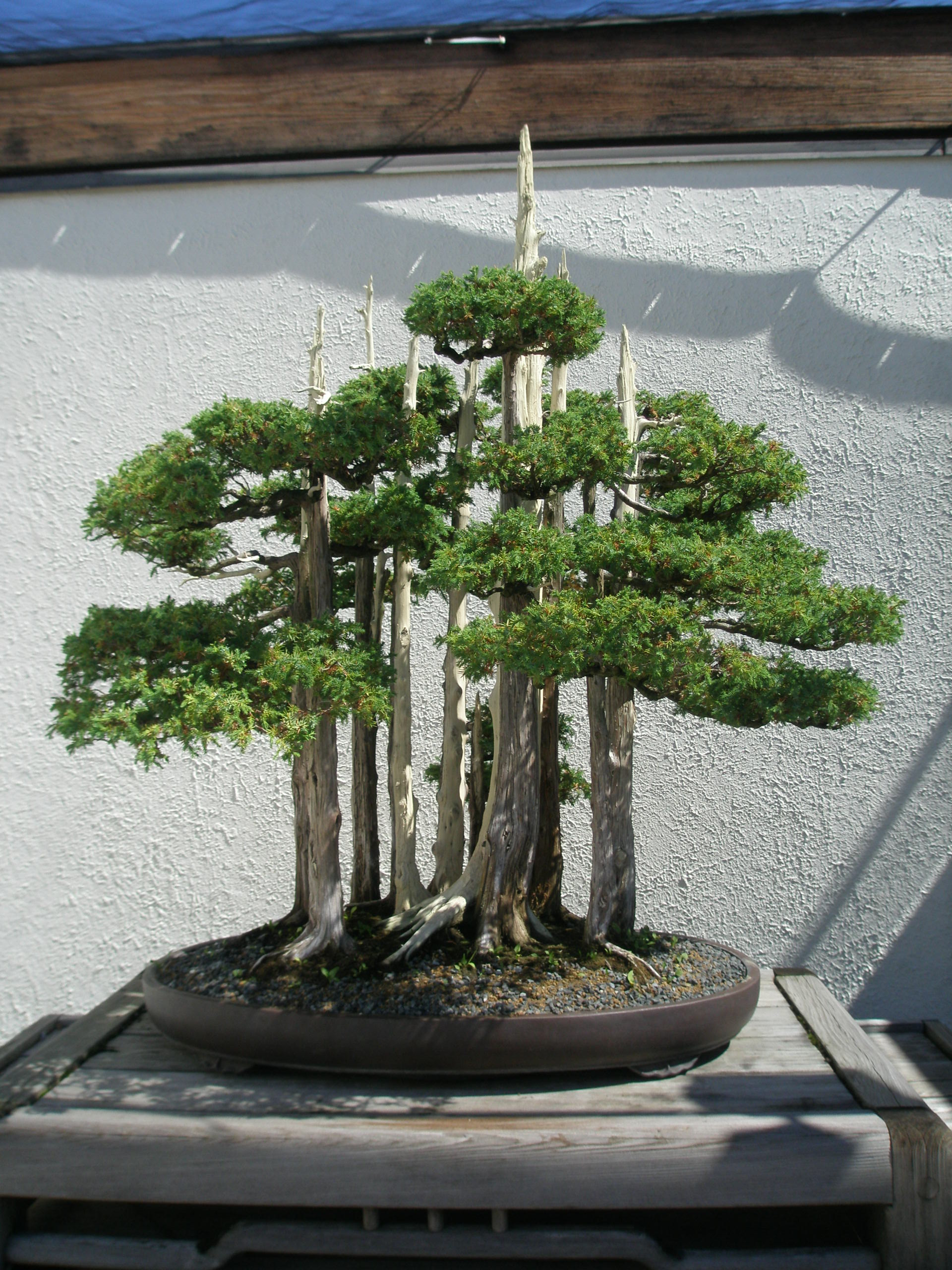
ترکیب شاهکار بونسای جان یو ناکا، گوشین (Juniperus chinensis 'Foemina')، در موزه ملی بونسای و پنجینگ، درختستان ملی ایالات‌متحده به‌نمایش گذاشته شده است. اهدایی ناکا در سال ۱۹۸۴.

موزه ملی بونسای و پنجینگ دارای چهار مجموعه اصلی است: مجموعه‌های ژاپنی، چینی و آمریکای شمالی و سنگ‌های تماشا. تاکنون پنج متصدی موزه وجود داشته است: رابرت اف. (۲۰۰۸–۲۰۱۶) و مایکل جیمز (۲۰۱۶–اکنون). موزه علاوه بر مجموعه‌ها، غرفه‌ها، حیاط‌ها و باغ‌ها نیز دارد. موزه ملی بونسای و پنجینگ همچنین تعدادی نمایشگاه در حال چرخش را در گالری نمایشگاه مری ای. مروس به نمایش می‌گذارد. این سرمایه‌گذاری‌ها توسط افسران ان‌بی‌اف، مشاوران، اهداکنندگان، اعضای کارکنان، و داوطلبان پشتیبانی می‌شوند.

### مجموعه ژاپنی
این مجموعه با ۵۳ درخت اصلی از ژاپن آغاز شد. این درختان پس از ورود یک سال را در قرنطینه گذراندند و در ۱۹ ژوئیه ۱۹۷۶ در مراسمی با حضور بسیاری از مقامات ژاپنی و ایالات متحده تقدیم شدند. وزیر امور خارجه هنری کیسینجر، به نمایندگی از دولت آمریکا، درختان را پذیرفت. این مجموعه به ۶۳ درخت رسیده است و از آوریل تا اکتبر در غرفه ژاپن دیده می‌شود. از نوامبر تا مارس آنها را می‌توان در غرفه چینی یی سان وو (Yee-sun Wu) مشاهده کرد.

### مجموعه چینی
مجموعه چینی (همچنین به‌عنوان مجموعه پنجینگ شناخته می‌شود) در غرفه باغ چینی یی سان وو قرار دارد. این غرفه به نام دکتر یی سان وو یی سان وو (۱۹۰۰–۲۰۰۵) نامگذاری شده است که در هنگ کنگ، پنجینگ را جمع‌آوری و طراحی کرد.
در سال ۱۹۸۳، جانت لانمن، یکی از اعضای هیئت مدیره ان‌بی‌اف، از دکتر وو پرسید که آیا مایل است به گنجاندن پنجینگ در موزه کمک کند. دکتر وو از این ایده خوشحال شد و بودجه‌ای برای ساخت یک غرفه و همچنین اهدای بسیاری از درختان پنجینگ اختصاص داد. در سال ۱۹۸۸ موزه به موزه ملی بونسای و پنجینگ تغییر نام داد.

### مجموعه آمریکای‌شمالی

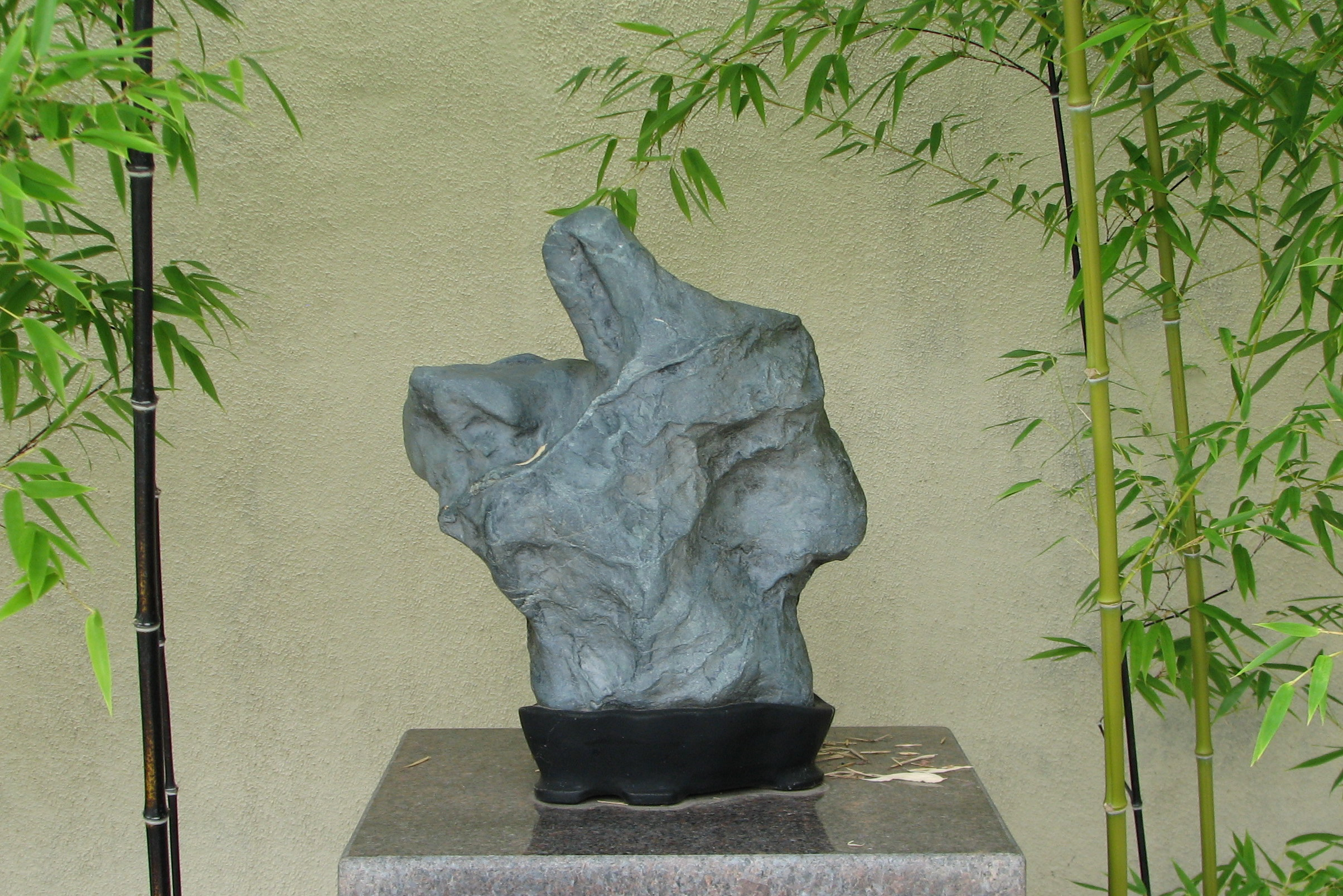
سوئیسکی در موزه ملی بونسای و پنجینگ، درختکاری ملی ایالات متحده.

بیشتر درختان مجموعه آمریکای‌شمالی در غرفه آمریکای‌شمالی جان وای ناکا قرار دارند. گونه‌های مدارگان این مجموعه در هنرستان مدارگان هارو کانشیرو هستند. این مجموعه ۶۳ درختی از بونسای ساخته شده است که به‌طور کامل توسط مردم آمریکای‌شمالی ساخته شده است.
غرفه آمریکای شمالی جان وای ناکا در سال ۱۹۹۰ به استاد بزرگ آمریکایی‌تبار جان وای ناکا (۱۹۱۴–۲۰۰۴) تقدیم شد. ترکیب بونسای معروف جهانی او، گوشین (Goshin) در ورودی غرفه نمایش داده شده است. درختان این مجموعه را می‌توان در بهار، تابستان و پاییز به نمایش گذاشت. در زمستان آنها به غرفه چین منتقل می‌شوند.

### مجموعه سنگ تماشا
علاوه بر درختان بونسای، موزه ملی بونسای و پنجینگ دارای مجموعه‌ای در سطح جهانی از سنگ‌های تماشا است. بونسای و سنگ‌های دیدنی ارتباط نزدیکی دارند، زیرا هر دو احترام زیادی برای طبیعت نشان می‌دهند. هنگامی که گیاهان و سنگ‌های کوچک با هم ترکیب شوند، می‌توان کل طبیعت را از طریق این مناظر مینیاتوری جادویی تصور کرد. این مجموعه با شش سوئیسکی شروع شد که ۵۳ بونسای اصلی را همراهی می‌کرد. این مجموعه امروزه در مجموع دارای ۱۰۵ سنگ از سراسر جهان است. سنگ‌ها را می‌توان در نگارخانه نمایشگاه مری مروز و اطراف آن مشاهده کرد. سوئیسکی ملبا تاکر و منطقه نمایش سنگ تماشا سنگ‌های آن به‌طور دوره‌ای در درون‌مایه‌ها تغییر می‌کند.